# Skrøbeligt fundament
"Skrøbeligt fundament" er en dansk velgørenhedssang til fordel for ofrene til Jordskælvet der ramte i Haiti d. 12. januar 2010. Den er skrevet og produceret af sangerinden Sys Bjerre og produceren Søren Mikkelsen. Sangen blev sat til salg digitalt den 27. januar, og indtægterne går ubeskåret til nødhjælpsorganisationerne Læger Uden Grænser, Folkekirkens Nødhjælp, Unicef og Red Barnet.

## Medvirkende kunstnere
- Isam B
- Julie Berthelsen
- Sys Bjerre
- Silas Bjerregaard
- Thomas Buttenschøn
- Louise Dubiel
- Infernal
- Karen
- Medina
- Nabiha
- Rasmus Nøhr
- Szhirley
- Sukkerchok
- Mille Dinesen
- Laura Bro
- Nicolas Bro
- Lisbeth Østergaard
- Morten Breum
- Sarah-Sofie Boussnina
- Bryan Rice
- Nikolaj Coster-Waldau
- Nukaka Coster-Waldau
- ABC
- Basim
- Marie Askehave
- Simon Jul
- Peter Belli
- Chano Belli
- Iben Hjejle
- Cyron Melville
- Mia Lyhne
- Signe Egholm Olsen
- Ida Corr
- Mattias Lysgaard
- Thomas Holm
- Martin Buch
- Sandra Hakky

## Hitlisteplacering
| Hitliste (2005)    | Højeste placering | Certifikationer |
| ------------------ | ----------------- | --------------- |
| Tracklisten Top-40 | 1                 | Guld            |